# Eyeless in Gaza (armenische Band)
Eyeless in Gaza ist eine 2019 gegründete Atmospheric- und Funeral-Doom-Band.

## Geschichte
Eyeless in Gaza ist ein von dem in Jerewan lebenden Franklin Avetisyan 2019 initiiertes Soloprojekt. Im Mai 2020 debütierte das Projekt mit dem über Solitude Productions veröffentlichten Album Act I: The Protagonist. Das Album wurde international positiv aufgenommen. Es sei ein gelungener aber noch nicht abgeschlossener Einstand, urteilte Carcharodon für Angry Metal Guy und vergab drei von fünf Punkten. Craig Young vergab acht von zehn möglichen Wertungspunkten und nannte das Album für Backseat Mafia „eine fantastische und ehrgeizige Leistung“. Colin McNamara besprach das Album für Brutalism, vergab vier von fünf Punkten und lobte Act I: The Protagonist als ein „interessantes Hörerlebnis“, das weniger heavy als andere Interpreten des Labels sei, aber durch die Dynamik und Texte besonders wirke. Für das ungarische Webzine Fem For Gacs vergab boymester acht von zehn Punkten und würdigte das Album als ein Debüt, das sich, trotz Mängel im Songwriting, viele andere Interpreten wünschen würden.

## Stil
Die von Eyeless in Gaza gespielte Musik wird überwiegend dem Funeral Doom zugerechnet. Dabei wird in Rezensionen, wie von Seiten des vertreibenden Labels, die Stilvielfalt unter folkloristischen und Post-Rock-artigen Einflüssen betont. Eine düstere Atmosphäre, die zwischen der Schwere des Funeral Doom und zurückgenommenen akustischen Melodien wechsele, sei dabei prägend für die Musik. Zum einordnenden Vergleich wird  Carcharodon für Angry Metal Guy auf SLOW und Amenra verwiesen. Solitude Productions beschreibt die Musik als eine „Fusion verschiedener Stile“ die einen „frischen Blick auf das Genre“ liefert. Eine „Kombination aus klassischer Akustikgitarre, intellektuellen Chorgesängen und Dark-Ambient-Zwischenspielen sowie Motiven eines epischen Funeral Doom und eines Black Doom mit variablem Gesang“.

## Diskografie
- 2020: Act I: The Protagonist (Album, Solitude Productions)